# Sandy McMahon
Alexander « Sandy » McMahon (né le 16 octobre 1870 à Selkirk en Écosse et mort le 25 janvier 1916) était un joueur de football écossais.

## Biographie
McMahon commence sa carrière à Woodburn FC puis aux Darlington St Augustines avant de partir vivre à Édimbourg. Il joue ensuite aux Leith Harp puis à l'Hibernian avant de partir jouer dans le tout nouveau championnat professionnel en Angleterre à Burnley. Il retourne aux Hibs en février 1889, à une époque où le Celtic FC effectue un recrutement de masse parmi les joueurs de l'Hibernian.
McMahon suit de nombreux joueurs des Hibs en partance pour Celtic Park à Glasgow comme Willie Groves. Il joue jusqu'en 1903 dans l'équipe de Glasgow, inscrivant 171 buts en 217 matchs. Tout aussi à l'aise au centre qu'à gauche, il remporte trois coupes d'Écosse en 1892, 1899 et 1900, et quatre championnats d'Écosse en 1893, 1894, 1896 et 1898. Son premier moment de gloire vient en finale de coupe en 1892, lorsqu'il inscrit deux buts lors d'un 5-1 contre Queen's Park. Il marque également en finale de coupe 1899 lorsque Celtic bat les Rangers 2-0, et en finale 1900 lorsqu'ils battent Queen's Park 4-3.
À l'aube du professionnalisme en Écosse, le football écossais souffre de rémunérations insuffisantes qui poussent les talents écossais à jouer en Angleterre. En 1892, McMahon repart en Angleterre à Nottingham Forest puis après des efforts des dirigeants du Celtic pour le faire revenir, rentre à Glasgow sans avoir joué un seul match dans l'East Midlands. 
McMahon joue six fois avec l'Écosse entre 1892 et 1902 et inscrit quatre buts lors d'un 11-0 contre l'Irlande en 1901.
McMahon quitte les Celtic en 1903, pour rejoindre Partick Thistle avant de prendre sa retraite un an plus tard. Il joue sous de nombreux surnoms comme le « prince of dribblers » où « The Duke ». Il obtient le dernier surnom par le président français Patrice de Mac Mahon.
L'écrivain John Cairney raconte que lorsque le président français et duc de Magenta mourut, les vendeurs de journaux de Glasgow s'écrièrent « McMahon died! McMahon died! » (« MacMahon est mort ! »). Beaucoup d'habitants de Glasgow achetèrent le journal en pensant qu'il s'agissait de Sandy MacMahon, joueur populaire du Celtic.

## Palmarès
Celtic FC
- Champion du Championnat d'Écosse de football (4) :
  - 1893, 1894, 1896 & 1898.
- Vice-champion du Championnat d'Écosse de football (5) :
  - 1892, 1895, 1900, 1901 & 1902.
- Meilleur buteur du Championnat d'Écosse de football (2) :
  - 1893: 11 buts & 1894: 16 buts.
- Vainqueur de la Scottish Cup (3) :
  - 1892, 1899 & 1900.
- Finaliste de la Scottish Cup (4) :
  - 1893, 1894, 1901 & 1902.